# وونغ واي
وونغ واي (بالصينية: 黃威) (27 أغسطس 1992 بهونغ كونغ في الصين - ) هو لاعب كرة قدم صيني في مركز الوسط. شارك مع منتخب هونغ كونغ تحت 20 سنة لكرة القدم ومنتخب هونغ كونغ تحت 23 سنة لكرة القدم ومنتخب هونغ كونغ لكرة القدم. أما مع النوادي، فقد لعب مع Metro Gallery FC ‏ وهونغ كونغ بيغاسوس ‏ وSham Shui Po SA ‏.

## وصلات خارجية
- وونغ واي على موقع قاعدة بيانات كرة القدم.إي يو (الإنجليزية)
- وونغ واي على موقع Soccerway.com (الإنجليزية)